# Gion A. Caminada

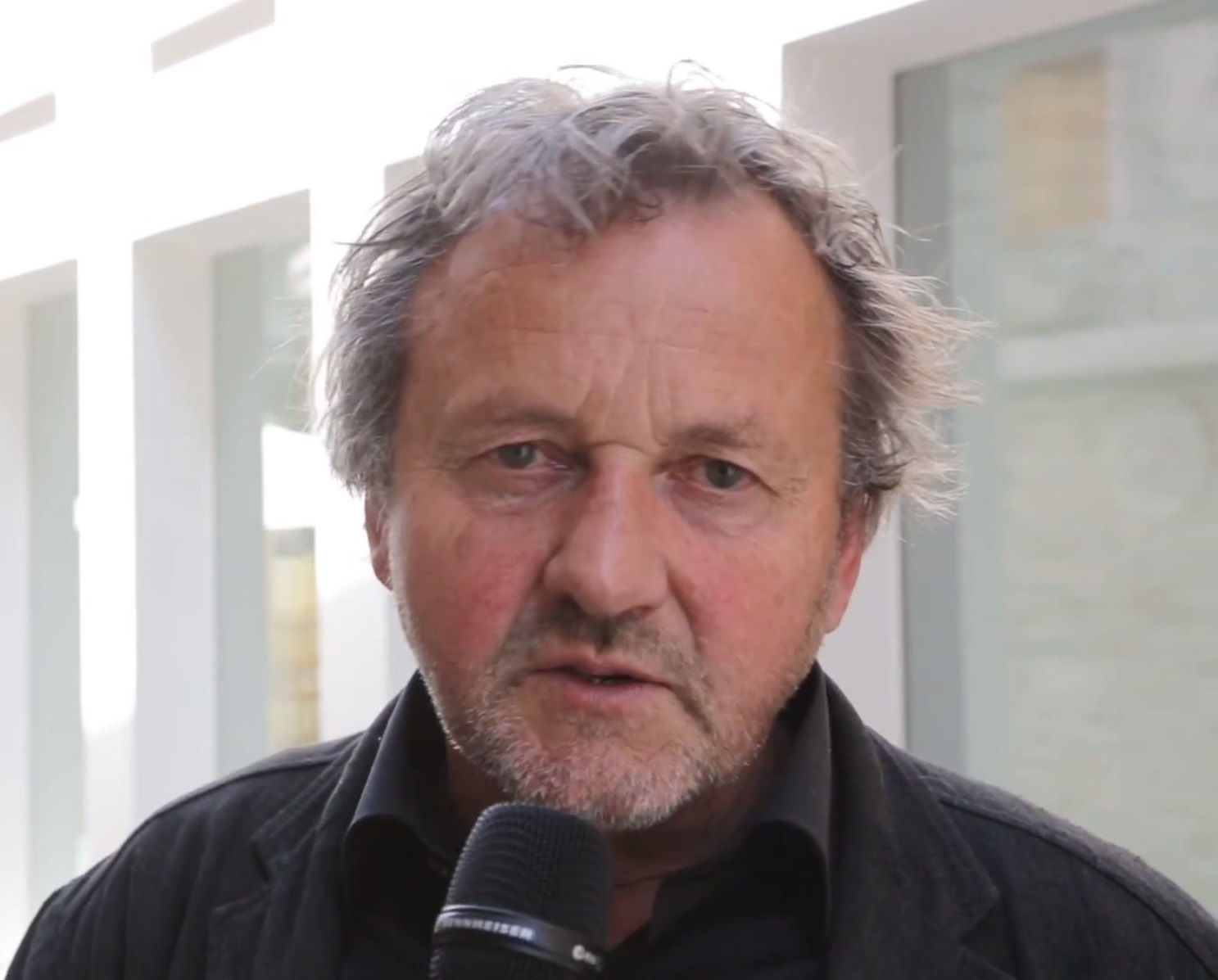
Gion A. Caminada

Gion Antoni Caminada (* 8. August 1957 in Vrin) ist ein Schweizer Architekt und Universitätsprofessor.

## Biografie

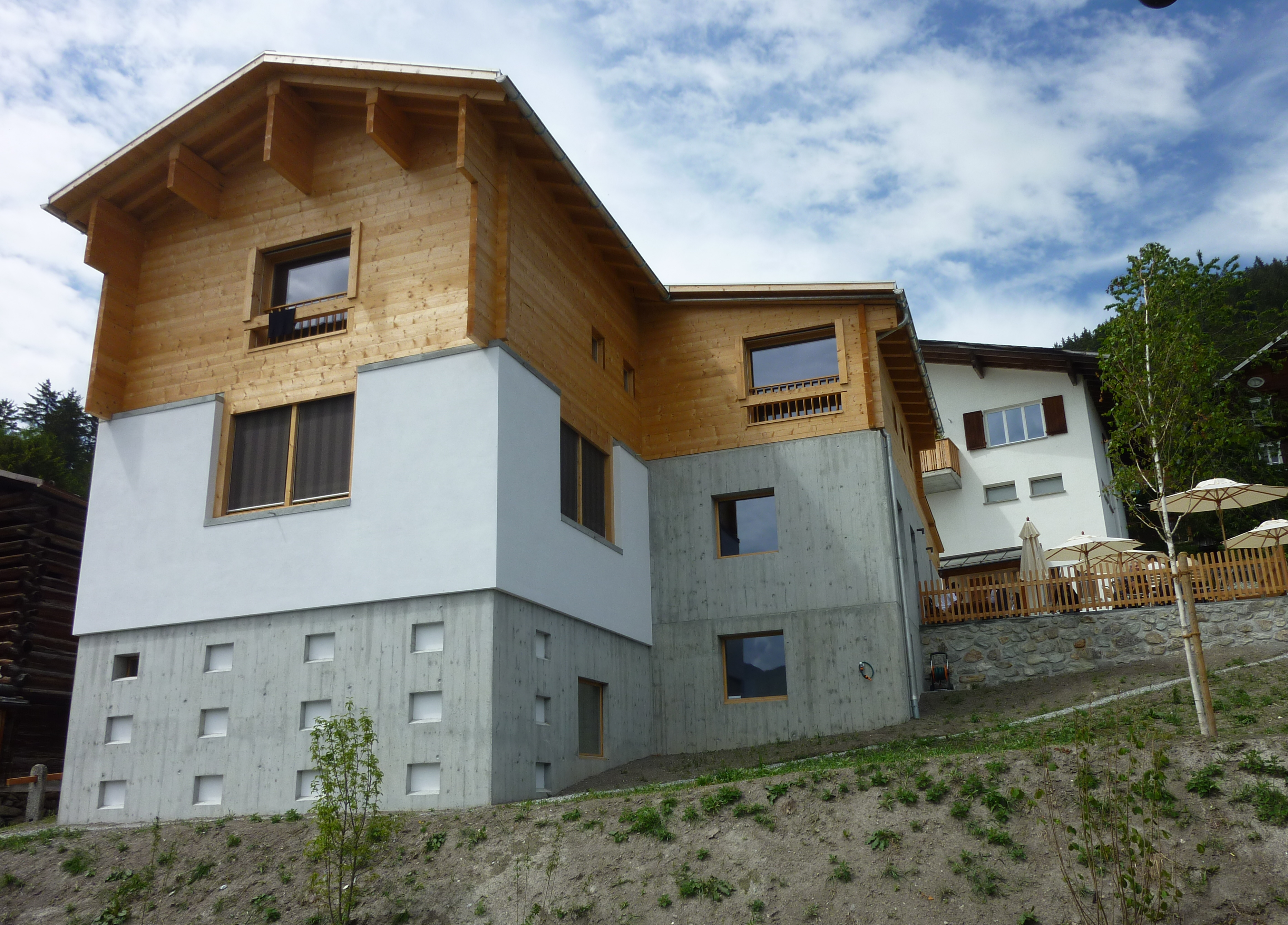
Ustria Steila, Siat

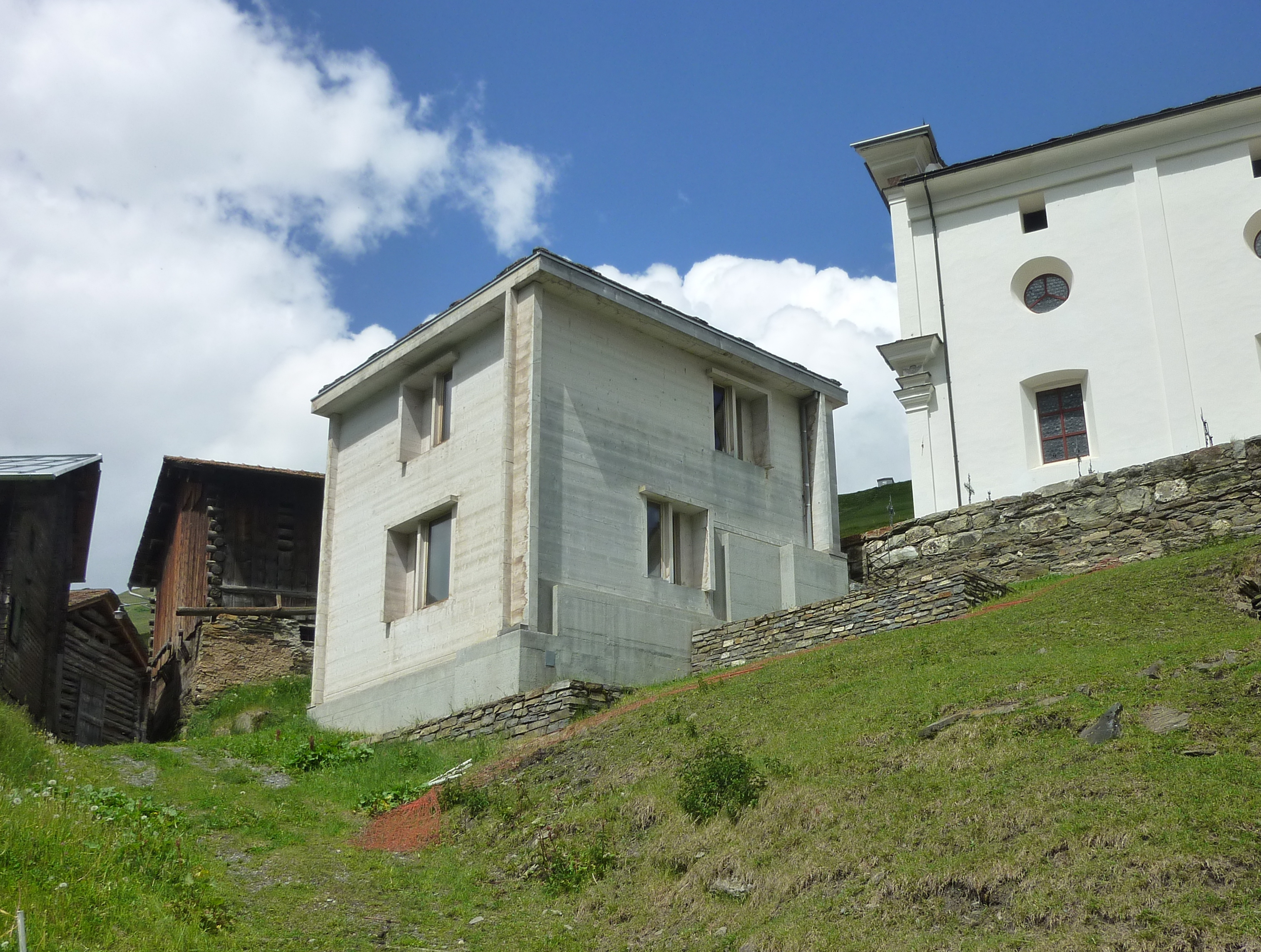
Totenstube bei der Kirche von Vrin

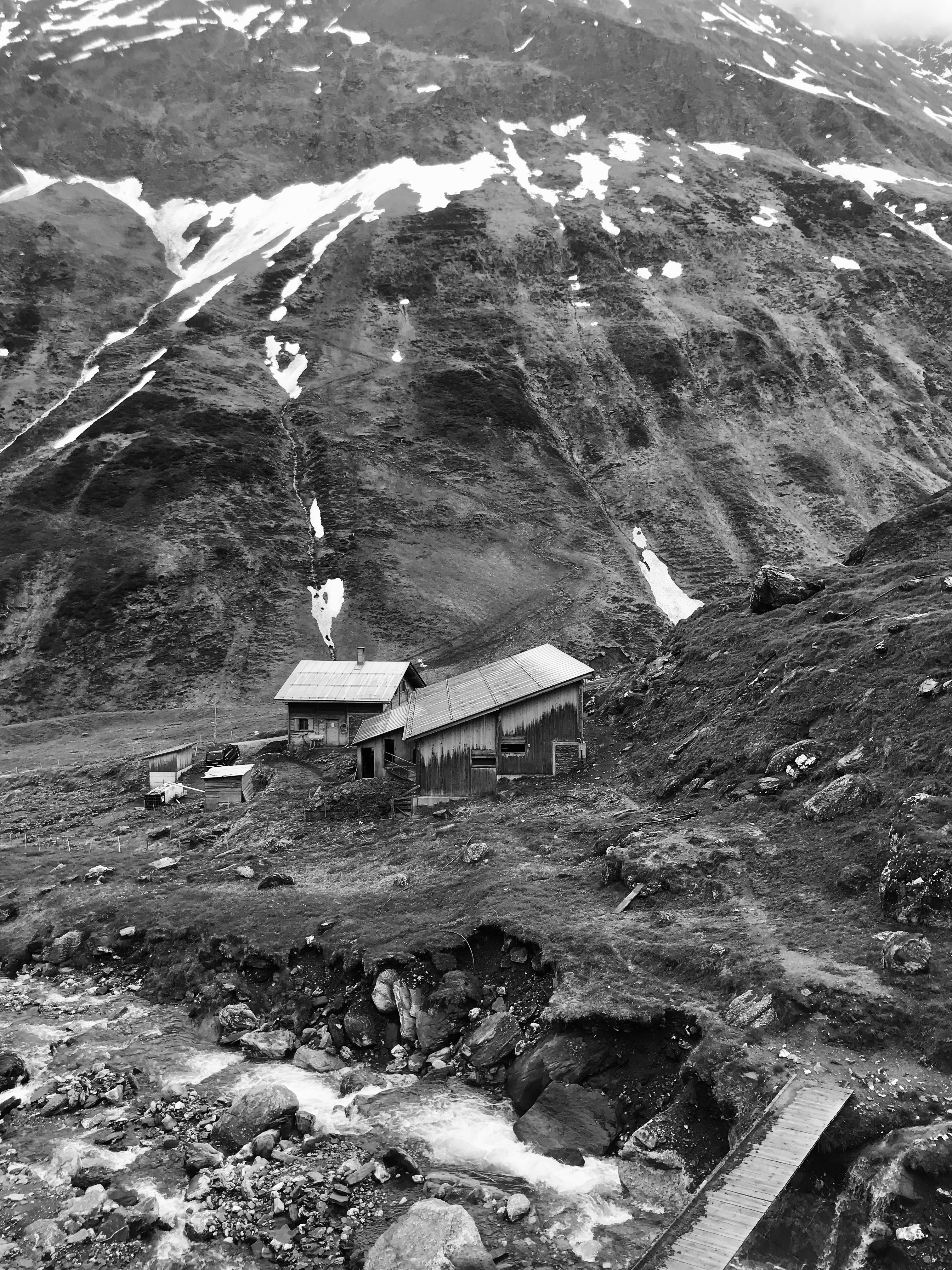
Geissenstall Alp Parvansauls, Vrin

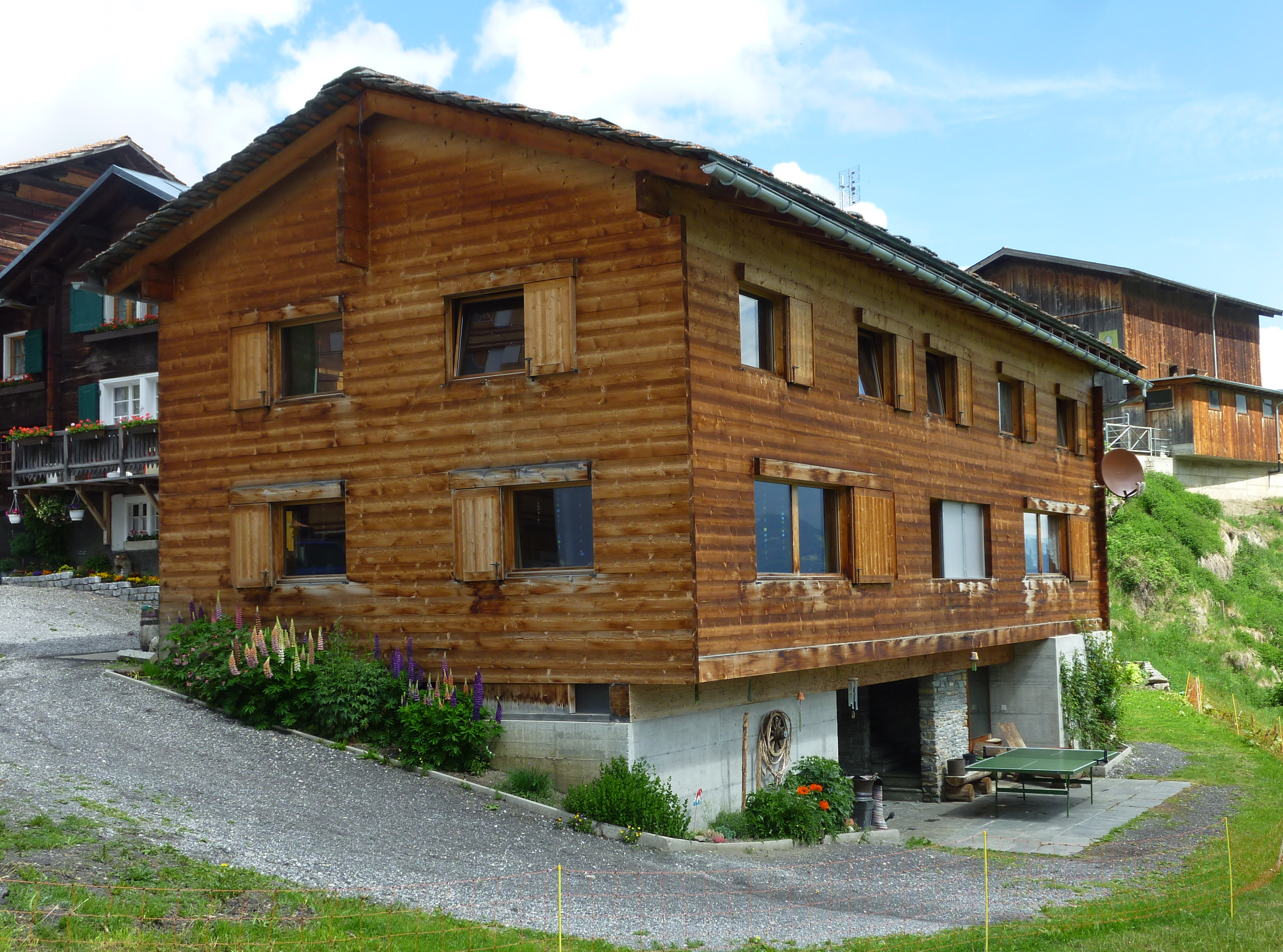
Wohnhaus in Vrin

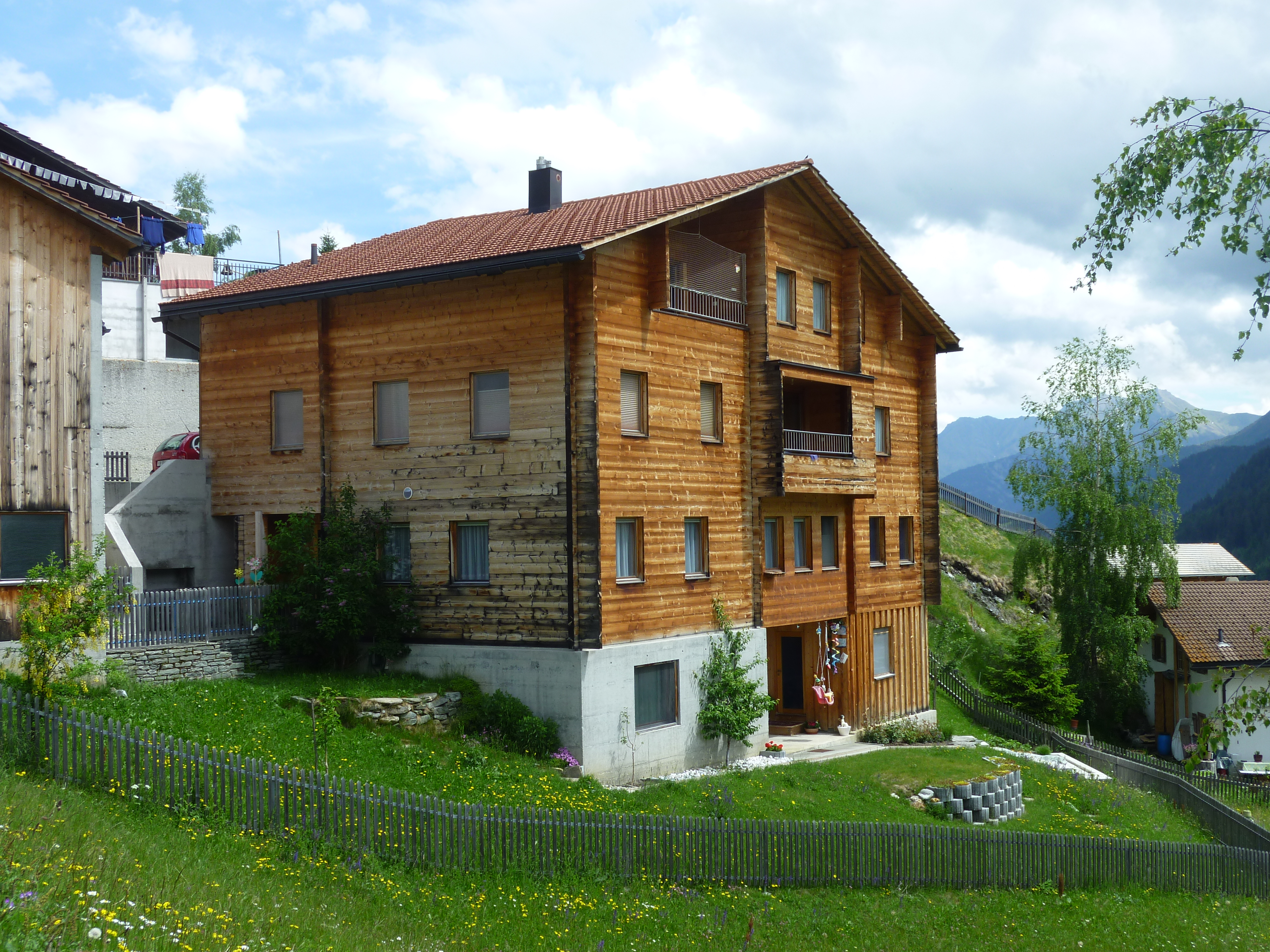
Wohnhaus in Vrin

Nach seiner Lehre als Bauschreiner besuchte er die Kunstgewerbeschule in Zürich. Danach absolvierte er ein Nachdiplomstudium der Architektur an der ETH Zürich und eröffnete sein Architekturbüro in seinem Heimatdorf Vrin in den späten 1970er Jahren. Seit 1998 ist er Assistenzprofessor, ab 2008 ausserordentlicher Professor und ab 2020 ordentlicher Professor für Architektur und Entwurf an der ETH.
Caminada ist bekannt für seine Arbeiten in und um Vrin. Sein vielleicht bekanntestes Werk ist die Totenstube oder Stiva da morts (Bündnerromanisch, wörtlich: Wohnzimmer der Toten), die zwischen 1996 und 2002 neben der Kirche von Vrin entworfen und gebaut wurde. Es wird für Totenwachen und Bestattungen älterer Menschen aus Vrin verwendet, die anderswo gestorben sind, aber in ihrem Heimatdorf begraben werden möchten. Ein weiteres Schlüsselwerk in Vrin ist die 1995 erbaute Mehrzweckhalle Vrin, die in Zusammenarbeit mit dem Bauingenieur Jürg Conzett entworfen wurde.
Viele von Caminadas Projekten bestehen aus Holzbau in einem minimalistischen Stil, der modernes Design mit traditionellen Schweizer Methoden und Materialien kombiniert. Auf diese Weise ist seine Arbeit vergleichbar mit der von Peter Zumthor, einem Architektenkollegen ebenfalls aus Graubünden.
2014 stellte das Kunsthaus in Budweis, Tschechien, eine Sammlung von Caminadas Werken aus.

## Bauten
- Orts- und Gestaltungsplanung, Vrin
- Um- und Neubau Gemeindehaus, Vrin
- Neubau Gemeindehalle, Vrin
- Schulhaus Duvin mit Branger & Conzett
- Wohnhäuser und Ställe, Val Lumnezia und Surselva
- Wohnhaus Walpen, Blatten bei Naters
- Telefonkabine, Vrin
- Geissenstall Alp Parvansauls, Puzzatsch mit Branger & Conzett[3]
- Schlachthaus für Direktvermarktung, Vrin
- Totenstube (Stiva da morts), Vrin
- Umbau Hotel Alpina, Vals
- Neubau Unterhaus, Mädcheninternat Gymnasium Kloster Disentis, Disentis
- Neubau Salaplauna, Klosterstall mit Besucherräumen, Disentis
- Neubau Sennaria Surselva, Käserei für die Region, Disentis
- Neubau Ustria Steila, Siat
- Umbau Engihaus zum «Gasthaus am Brunnen», Valendas
- Wohnhaus Alig, Vattiz GR (Degen)
- 1994–1999: Betriebsgebäude der Genossenschaft Mazlaria, Vrin mit Ingenieur Branger & Conzett und Fanchini & Pérez
- 2013: Waldhütte – Plong Vaschnaus, Domat/Ems, mit Ingenieur Walter Bieler[4]
- 2016: Aussichtsturm, Goldau, mit Ingenieur Walter Bieler[5]

## Auszeichnungen und Preise
- 1994: Auszeichnung für gute Bauten Graubünden für Geissenstall Alp Parvansauls, Haus Segmüller in Vignogn und Schule in Duvin
- 2001: Auszeichnung für gute Bauten Graubünden
- 2004: Arge-Alp-Preis, architektur-formen-alpen-gestalten, Orts- und Gestaltungsplanung, Vrin
- 2008: Deutscher Kritikerpreis
- 2010: Prix Meret Oppenheim
- 2011: Kulturpreis des Kantons Graubünden
- 2016: Global Award for Sustainable Architecture
- SAB Preis der Schweizer Arbeitsgemeinschaft für das Berggebiet
- Bruckmann Umweltpreis, München
- Eidgenössischer Preis für freie Kunst
- Architekturpreis für Bauökologie, Gemeindehalle, Vrin
- Prix Lignum für Ställe und Schlachthaus, Vrin
- Internationaler Preis für Neues Bauen in den Alpen von Sexten Kultur, Orts- und Gestaltungsplanung, Vrin; Schule, Duvin
- Anerkennungspreis der Graubündner Regierung
- Holzbaupreis Graubünden, Stiva da morts

## Bibliografie
- Gion A. Caminada. Stiva da morts. Vom Nutzen der Architektur. gta Verlag, Zürich 2003, ISBN 3-85676-116-0.
- Bettina Schlorhaufer (Hrsg.), Lucia Degonda (Fotografien): Cul zuffel e l'aura dado – Gion A. Caminada. 2., erweiterte Auflage. Quart Verlag, Luzern 2018, ISBN 978-3-03761-114-2.
- Gion A. Caminada. (= a+u. 541). a+u Publishing, Tokyo 2015, ISBN 978-4-900211-83-4.